# Svatomír Kadlčák
Svatomír Kadlčák (23. ledna 1907 Frýdlant nad Ostravicí – 8. dubna 1943 Breslau) byl český učitel, radioamatér a odbojář popravený nacisty.

## Život
Svatomír Kadlčák se narodil 23. ledna 1907 ve Frýdlantu nad Ostravicí. Vystudoval učitelský ústav ve Svatém Janu pod Skalou a poté nastoupil prezenční vojenskou službu. Během ní absolvoval školu pro důstojníky v záloze a Vojenské telegrafní učiliště v Turnově. Radioamatérství se věnoval i po odchodu do zálohy a stal se koncesionářem soukromé vysílací stanice. Profesi učitele vykonával na obecné škole v Brušperku. Byl členem Orla. Během mobilizace v září 1938 velel spojovací rotě Pěšího pluku 53. Po německé okupaci se v srpnu 1939 zapojil do protinacistického odboje v organizaci Obrana národa, ve které byl ustanoven velitelem skupiny v Brušperku. Ve výbavě skupiny byla vysílačka, další přezkušoval. Za svou činnost byl v březnu 1940 zatčen gestapem a 8. dubna 1943 v Breslau popraven.

## Posmrtná ocenění
- Svatomíru Kadlčákovi byl in memoriam udělen Československý válečný kříž 1939
- Volací značka Svatomíra Kadlčáka OK2KE byla uvedena do Síně slávy Českého radioklubu[1]